# تی (داکوتای جنوبی)
تی(به انگلیسی: Tea) شهری در ایالت داکوتای جنوبی کشور ایالات متحده آمریکا است که جمعیت آن در سرشماری سال ۲۰۱۰ میلادی، ۳٬۸۰۶ نفر بوده‌است.